# Heinz Pollay
Heinz Pollay (Koszalin, 4 de fevereiro de 1908 - Munique, 14 de maio de 1979) foi um adestrador alemão, bicampeão olímpico. 

## Carreira
Heinz Pollay representou seu país nos Jogos Olímpicos de 1936, e 1956, na qual conquistou a medalha de ouro no adestramento por equipes e individual em 1936. 